# Turšič
Turšič je priimek več znanih Slovencev:
- Aleksandra (Sanda) Turšič (*1940), pesnica, pisateljica, igralka, režiserka, mentorica/kulturna animatorka
- Barbara Turšič, športna gimnastičarka
- Franc Turšič, športni delavec
- Ivan Turšič (1869—1922), mariborski zdravnik
- Ivan Turšič (1914—1983), glasbenik fagotist in dirigent
- Ivan Turšič - Iztok (1922—1944), partizanski poveljnik, politični komisar, narodni heroj
- Janja Turšič, dr. kemije(?), direktorica urada za stanje okolja pri agenciji za okolje
- Jože Turšič, goslarski mojster, izdelovalec kitar
- Leopold Turšič (1883—1927), rimskokatoliški duhovnik, pesnik, literat
- Miha Turšič (? - 1991), organizator slovenskega obrtništva
- Miha Turšič (*1975), oblikovalec, postgravitacijski umetnik
- Slavko Turšič (*1973), športnik lokostrelec